# 达俄辉起义
达俄辉起义是菲律宾历史上持续时间最长的起事。1744年至1829年期間，保和島爆發了反對西班牙的起事。 起事者領袖為达俄辉。1744年，保和岛一位耶稣会神甫拒绝为殉职的警察举行葬礼，結果警察停尸3日不能下葬。警察的兄弟达俄辉召集群眾反抗西班牙。1746年，起事者擊敗西班牙军队，西班牙軍隊逃回三宝颜。起事人数增至2万以上，保和岛日常行政事务由3人组成的委员会主持。达俄辉去世后，起事继续。1829年，西班牙將起事镇压。